# Rb Comandante Marriog (R-15)
Rb Comandante Marriog (R-15) é um rebocador de porto da Marinha do Brasil pertencente a Classe Comandante Marriog.
O seu projeto é de origem norte-americana. O barco foi construído pelo estaleiro Turn-Ship Ltd. A sua incorporação aconteceu em 30 de abril de 1981.